# Flanitz (Kleiner Regen)
Die Flanitz ist ein linker Zufluss des Kleinen Regens im Bayerischen Wald und dessen größter Nebenfluss.

## Name
Im Jahr 1009 wurde der Fluss als aqua Fladinza erstmals urkundlich genannt. Der Name leitet sich vom slawischen Wort *bolna/*blana mit der Bedeutung Flussaue, Wiese, Feld ab.

## Geographie

### Verlauf
Die Flanitz entspringt am Südwesthang des Kleinen Rachels, die höchste Quelle liegt auf etwa 1315 m ü. NHN. Sie fließt die ersten Kilometer in südwestlicher Richtung und ist bald Grenzbach zwischen den Gemeinden Frauenau im Landkreis Regen zur Rechten und der Gemeinde Spiegelau im Landkreis Freyung-Grafenau zur Linken. Ab der Einöde Linden von Frauenau wendet sich die Flanitz langsam nach Norden. In diesem Bereich ist die Wasserscheide zum Bachsystem der Schwarzach, einem Nebengewässer der Großen Ohe, sehr niedrig. Wenige hundert Meter südöstlich der Flanitz liegt hier der Spiegelauer Ort Klingenbrunn Bahnhof.
Im weiteren Verlauf folgt die Bahnstrecke Zwiesel–Grafenau dem Tal. Nach Linden fließt die Flanitz durch ein enges Tal zwischen dem Flanitzhübel links und dem Großen und Kleinen Sauruck rechts. Im Bereich von Flanitzhütte weitet sich das Tal und läuft nun nordwärts durch Frauenauer Gemeindegebiet, um dann aber im weiteren Verlauf noch vor Frauenau wieder enger zu werden. Im Bereich Frauenau und danach im letzten, nun nordwestlich ziehenden Talabschnitt bis zur Mündung steigt der linke Talhang deutlich steiler an als der rechte, auf dem auch der größte Teil des Pfarrdorfes Frauenau liegt. Ab Frauenau, der einzigen größeren Siedlung am Verlauf, grenzen ans Ufer der zuvor – kleine Lichtungen bei Linden und Flanitzhütte ausgenommen – im Wald fließenden Flanitz überwiegend Wiesen. Unterhalb von Zwieselau mündet die Flanitz von links und in spitzem Winkel in den dort noch etwas kürzeren Kleinen Regen. Die im Talgrund laufende Bahnlinie zieht durchs untere Kleiner-Regen-Tal weiter.
Von einigen Wegüberführungen abgesehen, gibt es nur zwei größere Straßenbrücken über die Flanitz, nämlich eine in Flanitzmühle und dann die der St 2132 in Frauenau. Die zwischen Flanitzmühle und Frauenau vom Hang auf den Talgrund abgestiegene Bahnstrecke folgt danach dem Fluss in geringem Abstand, sie überquert zuvor bei Linden und zuletzt bei Zwieselau die Flanitz.

### Zuflüsse
Von der Quelle zur Mündung. Auswahl.
- Schreierbach oder Schreinerbach, von links und Ostnordosten vom Großen Rachel
- Schreierbach (?), von rechts und Nordnordosten
- Rothbach, von rechts und Norden vor Linden
- Bierbach, von links und Südsüdosten nach Linden
- Tiefaubach, von rechts und Nordosten vom Sattel zwischen Großen und Kleinem Sauruck
- Bachenbach, von links und Süden
- Hinteres Brückenbachel, von links und Südwesten
- Ebenseige, von links und Südwesten unmittelbar vor Flanitzhütte
- Markbachel, von links und Westen unmittelbar nach Flanitzhütte
- Nahetaubach, von rechts und Osten gleich nach dem vorigen
- Reischbach, von rechts und Osten vom Ochsenberg
- Reifbach, von links und Westen aus dem Frauenauer Wald
- Hacklbach, von links und Westnordwesten vor der Talenge am Frauenauer Birkenberg
- Saubach, von rechts und Ostsüdosten wenig vor Frauenau
- Michelsbach, von rechts und Osten am Ortsanfang von Frauenau-Moosau
- Mühlbach (linker Mündungsarm), von rechts und Osten in Frauenau
- Zechbach, von links und Südwesten gegenüber dem Talsportplätzen von Frauenau
- Mühlbach (rechter Mündungsarm), von rechts und Osten an der Kläranlage von Frauenau
- Krebsbach, von rechts und Osten
- Kaiserbach, von links und Südwesten

## Nutzung
Zwischen Frauenau und der Mündung wird die Flanitz mehrere Male zur Energiegewinnung ausgeleitet oder aufgestaut. Früher wurde die Flanitz auch zur Holztrift genutzt. Davon zeugt noch die Rothbachschwelle, eine noch erhaltene Triftschwelle kurz vor der Mündung des Rothbachs in die Flanitz, etwa einen Kilometer oberhalb von Linden.